# Mine de Padcal
 (mars 2025).
La mine de Padcal est une mine à ciel ouvert de cuivre, d'or, d'argent située aux Philippines. Elle a connu un important incident de déservement de bassin d'épuration en 2012.